# Fool's Garden
Fool's Garden er en Poprockgruppe fra Pforzheim, Tyskland. Der blev dannet i 1991.

## Diskografi
- Fool's Garden (1991)
- Once In A Blue Moon (1993)
- Dish of the Day (1995)
- Go and Ask Peggy for the Principal Thing (1997)
- For Sale (2000)
- 25 Miles to Kissimmee (2003)
- Ready for the Real Life (2005)
- High Times (opsamlingsalbum; 2009)

| Musikgruppe | Spire Denne artikel om en tysk musikgruppe er en spire som bør udbygges. Du er velkommen til at hjælpe Wikipedia ved at udvide den. |